# Champions Race (marathonschaatsen)
De Championsrace is een internationale marathonschaatswedstrijd op de FlevOnice ijsbaan van Biddinghuizen.
Tijdens de eerste editie in 2009 deden er zowel marathonschaatsers en langebaan schaatsers mee. De Nederlander Sjoerd Huisman won de race voor de Italiaan Enrico Fabris en de Nederlander Bob de Jong.

## Winnaars
| Jaar | Heren          | Dames |
| ---- | -------------- | ----- |
| 2009 | Sjoerd Huisman |       |

## Uitslag 2009
| Rang   | Schaatser      | Tijd |
| ------ | -------------- | ---- |
| Goud   | Sjoerd Huisman |      |
| Zilver | Enrico Fabris  |      |
| Brons  | Bob de Jong    |      |